# Climat de la Vienne
La Vienne possède un climat à forte dominance océanique. En effet sa position proche de l'Atlantique à l'ouest du continent européen lui assure un climat plutôt frais l'été et doux l'hiver ; en témoigne la moyenne annuelle des températures du département de 11,4 °C. Pour ce qui est des précipitations, elles s'échelonnent de 600  à   850 mm suivant la position géographique au nord ou au sud du département. La durée d'insolation moyenne se situe proche des 1 900 heures par an. 
Mais le climat océanique n'empêche pas certaines variabilités du temps : le 7 mai 1997, il neige sur la Vienne, on observe même une fine couche en se dirigeant vers la Touraine, alors que le 2 mai il faisait entre 27 °C et 29 °C. Plus récemment, le 30 octobre 2008, on observe de la neige à Poitiers ne tenant pas au sol. Le 7 décembre 2000, il faisait encore 19 °C à 22 h. Enfin, plus anciennement, le 15 août 1935, il gèle dans les zones rurales de la Vienne.

## Quelques records
- Tnn : −17,9 °C le 16 janvier 1985
- Année la plus froide : 1963
- Txx : 40,8 °C le 27 juillet 1947
- Année la plus chaude : 2011
- Précipitations max. en 24 h: 92,3 mm (dont 81,1 mm tombés en 1 h)
- Année la moins pluvieuse 1953 : 337,2 mm
- Année la plus pluvieuse 1927 : 1 053,2 mm
- Mois le moins ensoleillé : décembre 1993, 23 h
- Année la moins ensoleillée : 1993, 1608 h
- Mois le plus ensoleillé : juin 1976, 367 h
- Année la plus ensoleillée : 1997, 2209 h

| Mois                                            | jan.             | fév.                         | mars             | avril           | mai             | juin            | jui.            | août            | sep.            | oct.            | nov.            | déc.             | année            |
| ----------------------------------------------- | ---------------- | ---------------------------- | ---------------- | --------------- | --------------- | --------------- | --------------- | --------------- | --------------- | --------------- | --------------- | ---------------- | ---------------- |
| Température minimale moyenne (°C)               | 1,4              | 1,5                          | 2,8              | 4,5             | 8,4             | 11              | 13,3            | 12,9            | 10,4            | 7,5             | 3,5             | 2,2              | 6,6              |
| Température moyenne (°C)                        | 4,5              | 5,5                          | 7,6              | 9,7             | 13,7            | 16,7            | 19,4            | 19,2            | 16,2            | 12,2            | 7,4             | 5,3              | 11,5             |
| Température maximale moyenne (°C)               | 7,6              | 9,4                          | 12,4             | 14,8            | 18,9            | 22,3            | 25,4            | 25,4            | 21,9            | 16,9            | 11,2            | 8,4              | 16,2             |
| Record de froid (°C) date du record             | −17,9 16/01/1985 | −17,3 14/02/1929             | −13,1 01/03/2005 | −5,6 04/04/1996 | −2,7 01/05/1945 | 0,8 04/06/1935  | 1,5 09/07/1935  | 0,8 15/08/1935  | 0,8 25/09/2002  | −6,5 30/10/1997 | −10 24/11/1998  | −16,5 31/12/1985 | −17,9 16/01/1985 |
| Record de chaleur (°C) date du record           | 17,7 15/01/1975  | 21,8 20/02/1998              | 25,1 25/03/1955  | 29,3 30/04/2005 | 33,6 24/05/1922 | 38,3 29/06/2019 | 40,8 27/07/1947 | 39,6 06/08/2003 | 34,8 01/09/1961 | 30,9 04/10/1921 | 22,4 06/11/1955 | 19 07/12/2000    | 40,8 27/07/1947  |
| Nombre de jours avec gel                        | 12,3             | 10,9                         | 9                | 2,9             | 0,1             | 0               | 0               | 0               | 0               | 0,6             | 7,3             | 11,5             | 54,6             |
| Ensoleillement (h)                              | 74               | 96,9                         | 159,6            | 169,4           | 209,9           | 217,4           | 242,5           | 252,2           | 179             | 122,8           | 83,5            | 59,3             | 1 866,5          |
| Record de vent (km/h) date du record            | 115 25/01/1988   | 124 10/02/2009 et 28/02/2010 | 97 16/03/1988    | 83 11/04/1985   | 79 03/05/1988   | 101 07/06/1987  | 130 27/07/2013  | 72 26/08/1986   | 86 01/09/1988   | 97 16/10/1987   | 104 26/11/1983  | 141 27/12/1999   | 141 27/12/1999   |
| Précipitations (mm)                             | 62,7             | 54,3                         | 46,8             | 53,9            | 69,9            | 46,4            | 47,3            | 39,8            | 59              | 64,5            | 69,9            | 72,9             | 687,4            |
| Record de pluie en 24 h (mm) date du record     | 37,6 02/01/1961  | 29 21/02/1955                | 37,3 15/03/1930  | 35,2 25/04/1926 | 92,3 02/05/2011 | 70,6 08/06/1949 | 60 14/07/1935   | 49,8 20/08/1959 | 48,9 09/09/1973 | 57,6 28/10/1960 | 51,3 08/11/1925 | 54,3 28/12/1947  | 92,3 02/05/2011  |
| Nombre de jours avec précipitations             | 11,7             | 10,3                         | 10,5             | 9,7             | 11,8            | 7,2             | 6,9             | 7               | 7,5             | 8,8             | 10,7            | 10,7             | 112,8            |
| dont nombre de jours avec précipitations ≥ 5 mm | 5                | 4,1                          | 4,1              | 3,7             | 4,8             | 3,1             | 2,8             | 3,1             | 3,4             | 4               | 4,9             | 4,5              | 47,5             |
| Humidité relative (%)                           | 86               | 82                           | 77               | 74              | 75              | 73              | 70              | 72              | 77              | 83              | 87              | 88               | 78,67            |
| Nombre de jours avec neige                      | 2,6              | 2,8                          | 1,9              | 0,5             | 0               | 0               | 0               | 0               | 0               | 0               | 0,9             | 2,2              | 10,9             |
| Nombre de jours d'orage                         | 0,2              | 0,3                          | 0,4              | 1,1             | 3,5             | 3               | 3,4             | 3,3             | 2,1             | 1,1             | 0,5             | 0,3              | 19,2             |
| Nombre de jours avec brouillard                 | 8,1              | 5,9                          | 3,2              | 2,8             | 2,5             | 1,8             | 1,4             | 2,6             | 4,9             | 8,7             | 8,2             | 8,9              | 59               |

| Diagramme climatique                                  |            |             |             |             |            |              |              |            |             |             |            |
| J                                                     | F          | M           | A           | M           | J          | J            | A            | S          | O           | N           | D          |
| 7,61,462,7                                            | 9,41,554,3 | 12,42,846,8 | 14,84,553,9 | 18,98,469,9 | 22,31146,4 | 25,413,347,3 | 25,412,939,8 | 21,910,459 | 16,97,564,5 | 11,23,569,9 | 8,42,272,9 |
| Moyennes : • Temp. maxi et mini °C • Précipitation mm |            |             |             |             |            |              |              |            |             |             |            |

## Les températures
La moyenne est de 11 °C. Juillet est le mois le plus chaud (maximale absolue 40,8 °C en 1947) et janvier est le mois le plus froid (minimale absolue – 17,9 °C en 1985).
9 °C à peine sépare les moyennes minimales des moyennes maximales de toute l’année :
- 6 °C sépare les moyennes minimales des moyennes maximales en hiver,
- 11 °C sépare les moyennes minimales des moyennes maximales en été.

L’amplitude thermique est de 15 °C.

## Les précipitations
Moyenne : 586 mm  sur 14 jours par mois. Le mois le plus sec est juillet avec 46 mm. Les mois les plus arrosés sont novembre et décembre avec respectivement 73 mm  et 72 mm. Les variations interannuelles sont très importantes. Sur une trentaine d’années, la différence des hauteurs mensuelles moyennes sur un même mois dépasse 150 mm.
La Vienne présente trois zones :
- Une zone sèche sur le Nord-est et le Nord du département.
- Une zone pluvieuse sur le Sud-est, en bordure du Massif Central.
- Une zone assez pluvieuse sur le Sud-ouest qui bénéficie au maximum de l’influence océanique.

## Le bilan hydrique
Pour une réserve en eau du sol de 100 mm, celle-ci est sollicitée autour du 10 avril et est épuisée le 10 juillet. Le déficit persiste jusqu’à la première décade d’octobre. La réserve se reconstitue ensuite et atteint à nouveau 100 mm fin décembre. De janvier à avril, la réserve utile ne pouvant dépasser 100 mm, les précipitations ne sont plus absorbées par le sol, d’où leur écoulement.